# نايل بلير
نايل بلير هو إطفائي وسياسي أسترالي، ولد في 22 مايو 1977 في غولبرن في أستراليا. نشط حزبياً في New South Wales National Party ‏. وقد انتخب عضو المجلس التشريعي لنيوساوث ويلز ‏ (26 مارس 2011 – 16 أكتوبر 2019).